# Égly
Égly (prononcé [eɡli] ) est une commune française située à trente-deux kilomètres au sud-ouest de Paris dans le département de l'Essonne en région Île-de-France.
Ses habitants sont appelés les Aglatiens.

## Géographie

### Situation
| Type d’occupation           | Pourcentage | Superficie (en hectares) |
| --------------------------- | ----------- | ------------------------ |
| Espace urbain construit     | 34,0 %      | 135,36                   |
| Espace urbain non construit | 9,1 %       | 36,41                    |
| Espace rural                | 56,9 %      | 226,46                   |
| Source : Iaurif             |             |                          |

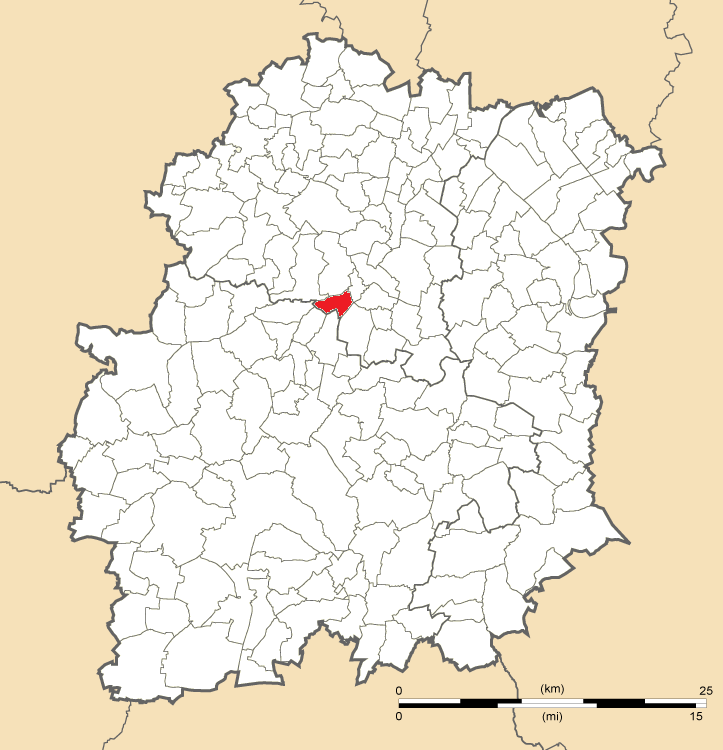
Position d’Égly en Essonne.

Égly est située à trente-deux kilomètres au sud-ouest de Paris-Notre-Dame, point zéro des routes de France, dix-sept kilomètres au sud-ouest d'Évry, quinze kilomètres au sud-ouest de Palaiseau, deux kilomètres à l'ouest d'Arpajon, huit kilomètres au sud-ouest de Montlhéry, quatorze kilomètres au nord-ouest de La Ferté-Alais, dix-sept kilomètres au nord-est de Dourdan, dix-sept kilomètres au nord-est d'Étampes, dix-neuf kilomètres au sud-ouest de Corbeil-Essonnes, vingt-sept kilomètres au nord-ouest de Milly-la-Forêt.

### Hydrographie
La commune est traversée par la Vidange, affluent de l'Orge de 3,7 km.

### Relief et géologie
Le point le plus bas de la commune est situé à quarante-sept mètres d'altitude et le point culminant à quatre-vingt-quatorze mètres.

### Climat
Pour des articles plus généraux, voir Climat de l'Île-de-France et Climat de l'Essonne.
En 2010, le climat de la commune est de type climat océanique dégradé des plaines du Centre et du Nord, selon une étude du CNRS s'appuyant sur une série de données couvrant la période 1971-2000. En 2020, Météo-France publie une typologie des climats de la France métropolitaine dans laquelle la commune est exposée à un climat océanique altéré et est dans la région climatique  Sud-ouest du bassin Parisien, caractérisée par une faible pluviométrie, notamment au printemps (120 à 150 mm) et un hiver froid (3,5 °C).
Pour la période 1971-2000, la température annuelle moyenne est de 11,2 °C, avec une amplitude thermique annuelle de 15,2 °C. Le cumul annuel moyen de précipitations est de 672 mm, avec 11 jours de précipitations en janvier et 7,8 jours en juillet. Pour la période 1991-2020, la température moyenne annuelle observée sur la station météorologique la plus proche, située sur la commune de Brétigny-sur-Orge à 7 km à vol d'oiseau, est de 11,9 °C et le cumul annuel moyen de précipitations est de 628,9 mm,. Pour l'avenir, les paramètres climatiques de la commune estimés pour 2050 selon différents scénarios d'émission de gaz à effet de serre sont consultables sur un site dédié publié par Météo-France en novembre 2022.

### Voies de communication et transports

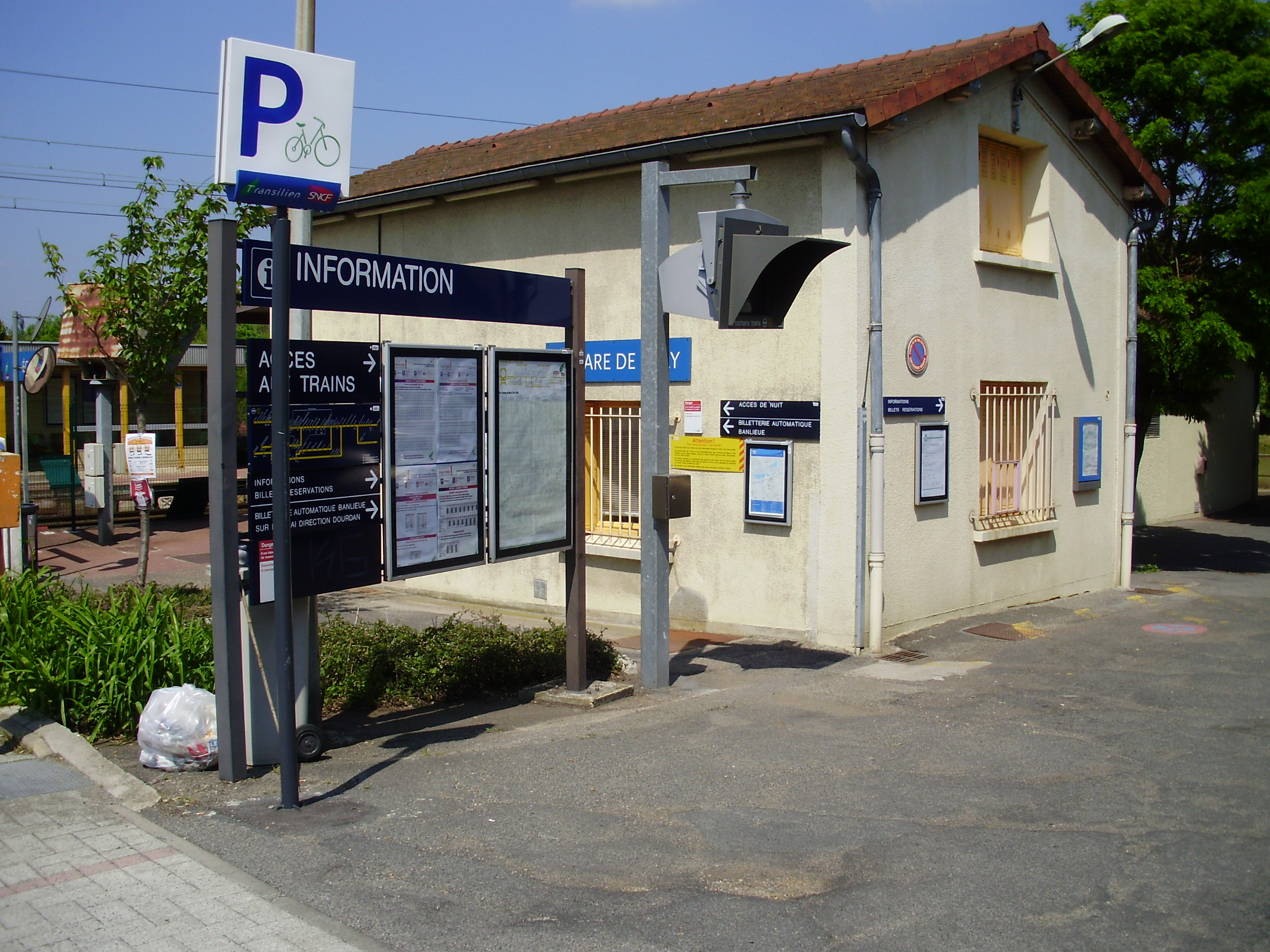
La gare d'Égly.

La commune dispose sur son territoire de la gare d'Égly desservie par la ligne C du RER d'Île-de-France.
La gare d'Arpajon (ligne C du RER) permet également de desservir une partie du territoire de la commune (quartiers à l'est du territoire tels que La Plaine et La Longue Mare).
La gare de Breuillet Bruyères le Chatel (ligne C du RER) permet également de desservir une partie du territoire de la commune (hameau de Villelouvette).
La commune d'Égly est traversée par la route nationale 20 qui relie Paris à l'Espagne (section Paris - Orléans), la route départementale 192 qui relie Arpajon à Breuillet et la route départementale 19 à l’extrême sud.
La commune d'Égly est desservie par les lignes de bus :
- 4550 (anciennement DM20) « Égly - La Norville » (arrêt de la gare RER) du réseau de bus Cœur d'Essonne,
- 4551 (anciennement 6801) « Bruyères le Chatel - Arpajon » (arrêts de Villelouvette, CD 19, gare RER Égly, cimetière, ancienne mairie, Intermarché) du réseau de bus Cœur d'Essonne.
- 4556 (anciennement DM26) « Arpajon - Ollainville » (arrêt de la Longue Mare) du réseau de bus Cœur d'Essonne,
- 4581 (anciennement 681S) « Bruyères le Châtel - Morionville  —  La Norville - Collège Jean Moulin» (arrêts de Villelouvette, CD 19, gare RER Égly, Cimetière, Ancienne mairie, Intermarché, Les Ruelles) du réseau de bus Cœur d'Essonne.

### Lieux-dits, écarts et quartiers
Égly possède de l'habitat pavillonnaire et de l'habitat collectif réparti sur quatre territoires :
- le centre ville (« Égly village »),
- le quartier situé à l'est de la nationale 20, parfois appelé Le Tiec, quartier prioritaire comptant 1 417 habitants en 2018[22] où sont implantées deux résidences (la Plaine, la Longue Mare), dont la plus ancienne a été créée autour des années 1970, qui rassemblent 700 logements environ
- le quartier de la Mare aux Bourguignons
- le hameau de Villelouvette.

### Villelouvette
Ville-Louvette ou Villelouvette était une ferme de la léproserie de Corbeil située au-dessus de l'église de Saint-Germain oú passe le ruisseau de Haudre.[réf. nécessaire] Elle est réunie à l'église de Notre-Dame-de-Corbeil en 1604.

## Urbanisme

### Typologie
Au 1er janvier 2024, Égly est catégorisée grand centre urbain, selon la nouvelle grille communale de densité à sept niveaux définie par l'Insee en 2022.
Elle appartient à l'unité urbaine de Paris, une agglomération inter-départementale regroupant 407  communes, dont elle est une commune de la banlieue,,. Par ailleurs la commune fait partie de l'aire d'attraction de Paris, dont elle est une commune du pôle principal,. Cette aire regroupe 1 929 communes,.

## Toponymie
Aggliae au XIIe siècle, Egleiae au XIIe siècle, Adgiae au XIIe siècle, E. de Esgliis au XVe siècle, Egliacum, Eglies, Alglies.
Du latin aeglati, désignant une terre fertile entourée de haies.
Elle fut créée en 1793 avec son nom actuel.

## Histoire
Dès son origine, l'histoire d'Égly est liée à celle de Boissy-sous-Saint-Yon, dont la paroisse d'Égly est cependant distincte. Buchard de Vaugrineuse, propriétaire de terres à Égly, est mentionné dans un document daté de 1100. Vers l'an 1200, Yolande de Coucy est dame d'Égly et de Boissy. Elle fait don de plusieurs arpents communaux à ces deux villages. À partir du XVIIe siècle, les seigneurs d'Égly sont également ceux d'Ollainville : la famille de Marillac, Mme la duchesse de Lauzun, le sieur Boucot. Dès 1865, la commune est desservie par la ligne de chemin de fer Paris - Tours, qui passe à Dourdan et à Vendôme, et la gare d'Égly-Ollainville est créée vers 1890. Ce bourg, à vocation agricole, compte 300 à 350 habitants dans les années 1930 et connaît une expansion rapide à partir de la Seconde Guerre mondiale. Le bourg comporte aujourd'hui quatre espaces d'habitations : le centre ancien, développé autour de l'église et de l'hôtel de ville, les immeubles implantés à proximité de la commune d'Arpajon, le hameau de Villelouvette et le quartier de la Mare aux Bourguignons.

## Population et société

### Démographie

#### Évolution démographique
L'évolution du nombre d'habitants est connue à travers les recensements de la population effectués dans la commune depuis 1793. Pour les communes de moins de 10 000 habitants, une enquête de recensement portant sur toute la population est réalisée tous les cinq ans, les populations de référence des années intermédiaires étant quant à elles estimées par interpolation ou extrapolation. Pour la commune, le premier recensement exhaustif entrant dans le cadre du nouveau dispositif a été réalisé en 2004.

En 2022, la commune comptait 7 078 habitants, en évolution de +25,39 % par rapport à 2016 (Essonne : +2,89 %, France hors Mayotte : +2,11 %).
| 1793 | 1800 | 1806 | 1821 | 1831 | 1836 | 1841 | 1846 | 1851 |
| ---- | ---- | ---- | ---- | ---- | ---- | ---- | ---- | ---- |
| 400  | 440  | 430  | 426  | 386  | 354  | 335  | 320  | 311  |

| 1856 | 1861 | 1866 | 1872 | 1876 | 1881 | 1886 | 1891 | 1896 |
| ---- | ---- | ---- | ---- | ---- | ---- | ---- | ---- | ---- |
| 302  | 320  | 348  | 353  | 340  | 350  | 353  | 348  | 327  |

| 1901 | 1906 | 1911 | 1921 | 1926 | 1931 | 1936 | 1946 | 1954 |
| ---- | ---- | ---- | ---- | ---- | ---- | ---- | ---- | ---- |
| 315  | 343  | 350  | 349  | 418  | 461  | 424  | 490  | 513  |

| 1962 | 1968  | 1975  | 1982  | 1990  | 1999  | 2004  | 2006  | 2009  |
| ---- | ----- | ----- | ----- | ----- | ----- | ----- | ----- | ----- |
| 692  | 1 301 | 4 420 | 4 759 | 4 774 | 5 321 | 5 262 | 5 212 | 5 296 |

| 2014  | 2019  | 2022  | - | - | - | - | - | - |
| ----- | ----- | ----- | - | - | - | - | - | - |
| 5 574 | 6 322 | 7 078 | - | - | - | - | - | - |

#### Pyramide des âges
La population de la commune est relativement jeune.
En 2018, le taux de personnes d'un âge inférieur à 30 ans s'élève à 42,3 %, soit au-dessus de la moyenne départementale (39,9 %). À l'inverse, le taux de personnes d'âge supérieur à 60 ans est de 18,9 % la même année, alors qu'il est de 20,1 % au niveau départemental.
En 2018, la commune comptait 2 923 hommes pour 3 171 femmes, soit un taux de 52,03 % de femmes, légèrement supérieur au taux départemental (51,02 %).
Les pyramides des âges de la commune et du département s'établissent comme suit.
| Hommes | Classe d’âge | Femmes |
| ------ | ------------ | ------ |
| 0,4    | 90 ou +      | 1,0    |
| 5,3    | 75-89 ans    | 6,1    |
| 12,5   | 60-74 ans    | 12,4   |
| 18,4   | 45-59 ans    | 18,0   |
| 20,5   | 30-44 ans    | 20,9   |
| 18,5   | 15-29 ans    | 18,1   |
| 24,5   | 0-14 ans     | 23,5   |

| Hommes | Classe d’âge | Femmes |
| ------ | ------------ | ------ |
| 0,5    | 90 ou +      | 1,4    |
| 5,4    | 75-89 ans    | 7,2    |
| 12,9   | 60-74 ans    | 13,9   |
| 20     | 45-59 ans    | 19,4   |
| 19,9   | 30-44 ans    | 20,1   |
| 20     | 15-29 ans    | 18,2   |
| 21,3   | 0-14 ans     | 19,8   |

## Politique et administration

### Politique locale
La commune d'Égly est rattachée au canton d'Arpajon, représenté par les conseillers départementaux Dominique Bougraud (UDI) et Alexandre Touzet (DVD), à l'arrondissement de Palaiseau et à la troisième circonscription de l'Essonne, représentée par le député Steevy Gustave (NFP — Les Écologistes).
Égly est intégrée à la communauté d’agglomération Cœur d'Essonne présidée par Eric Braive (DVG).
L'Insee attribue à la commune le code 91 3 01 207.
La commune d'Égly est enregistrée au répertoire des entreprises sous le code SIREN 219 102 076.
Son activité est enregistrée sous le code APE 8411Z.

### Liste des maires
| Période                                  | Période   | Identité                | Étiquette | Qualité                                                                                 |
| ---------------------------------------- | --------- | ----------------------- | --------- | --------------------------------------------------------------------------------------- |
| Les données manquantes sont à compléter. |           |                         |           |                                                                                         |
| mai 1925                                 |           | M. Dupont               |           |                                                                                         |
| Les données manquantes sont à compléter. |           |                         |           |                                                                                         |
| mars 1971                                | mars 2001 | Guy Clausier-Demannoury | DVD       | Conseiller général d'Arpajon (1985 → 1998)                                              |
| mars 2001                                | mars 2014 | Guy Goupil              | DVD       | Maire honoraire                                                                         |
| mars 2014                                | mai 2020  | Gérard Marconnet        | DVD       | Retraité de la fonction publique Vice-président délégué de Cœur d'Essonne Agglomération |
| mai 2020                                 | En cours  | Edouard Matt            | DVD       | Retraité Conseiller délégué de Cœur d'Essonne Agglomération                             |

### Tendances et résultats politiques
Élections présidentielles, résultats des deuxièmes tours :
- Élection présidentielle de 2002 : 83,20 % pour Jacques Chirac (UMP), 16,80 % pour Jean-Marie Le Pen (FN), 77,25 % de participation[40].
- Élection présidentielle de 2007 : 51,17 % pour Nicolas Sarkozy (UMP), 48,83 % pour Ségolène Royal (PS), 87,46 % de participation[41].
- Élection présidentielle de 2012 : 54,75 % pour François Hollande (PS), 45,25 % pour Nicolas Sarkozy (UMP), 83,83 % de participation[42].

Élections législatives, résultats des deuxièmes tours :
- Élections législatives de 2002 : 51,83 % pour Geneviève Colot (UMP), 48,17 % pour Yves Tavernier (PS), 56,18 % de participation[43].
- Élections législatives de 2007 : 51,50 % pour Geneviève Colot (UMP), 48,50 % pour Brigitte Zins (PS), 56,05 % de participation[44].
- Élections législatives de 2012 : 55,62 % pour Michel Pouzol (PS), 44,38 % pour Geneviève Colot (UMP), 55,67 % de participation[45].

Élections européennes, résultats des deux meilleurs scores :
- Élections européennes de 2004 : 26,68 % pour Harlem Désir (PS), 17,18 % pour Patrick Gaubert (UMP), 43,64 % de participation[46].
- Élections européennes de 2009 : 28,86 % pour Michel Barnier (UMP), 14,69 % pour Harlem Désir (PS), 37,77 % de participation[47].
- Élections européennes de 2014 : 22,39% pour Aymeric Chaprade (FN), 18,52% pour Alain Lamassoure (UMP), 39,99% de participation.

Élections régionales, résultats des deux meilleurs scores :
- Élections régionales de 2004 : 49,56 % pour Jean-Paul Huchon (PS), 37,44 % pour Jean-François Copé (UMP), 68,62 % de participation[48].
- Élections régionales de 2010 : 60,01 % pour Jean-Paul Huchon (PS), 39,99 % pour Valérie Pécresse (UMP), 45,62 % de participation[49].

Élections cantonales, résultats des deuxièmes tours :
- Élections cantonales de 2004 : 52,04 % pour Philippe le Fol (DVD), 47,96 % pour Monique Goguelat (PS), 68,90 % de participation[50].
- Élections cantonales de 2011 : 67,66 % pour Pascal Fournier (PS), 32,34 % pour Bernard Despalins (FN), 41,35 % de participation[51].

Élections municipales, résultats des deuxièmes tours :
- Élections municipales de 2001 : 50,11 % pour Guy Goupil (DVD), 24,49 % pour Claude Josserand (PCF) et Yves Huet (PS), 60,39 % de participation.
- Élections municipales de 2008 : 57,35 % pour Guy Goupil (DVD) élu au premier tour, 42,65 % pour Claude Josserand (PCF), 59,46 % de participation[52].
- Élections municipales de 2014 : 64,84% pour Gérard Marconnet (DVD) élu au premier tour, 35,15% pour Claude Josserand (PCF), 60,36% de participation[53].
- Élections municipales de 2020 : 100,00% pour Edouard Matt (DVD) élu au premier tour, 26,27% de participation.

Référendums :
- Référendum de 2000 relatif au quinquennat présidentiel : 76,51 % pour le Oui, 23,49 % pour le Non, 29,12 % de participation[54].
- Référendum de 2005 relatif au traité établissant une Constitution pour l'Europe : 54,70 % pour le Non, 45,30 % pour le Oui, 70,75 % de participation[55].

### Enseignement
Les élèves d'Égly sont rattachés à l'académie de Versailles.
La commune dispose sur son territoire des écoles maternelles Alphonse-Daudet, Jules-Michelet et Charles-Perrault ainsi que des écoles élémentaires Alphonse-Daudet, Jules-Michelet et Jean-Moulin.

### Santé
La commune d'Égly dispose sur son territoire :
- d'un institut médico-éducatif (IME),
- d'un établissement et service d'aide par le travail (ESAT).
- d'un cabinet médical, situé dans le quartier de la Mare aux Bourguignons
- du pôle gérontologie du Centre hospitalier d'Arpajon

### Services publics
La commune d'Égly dispose sur son territoire d'une brigade de gendarmerie nationale, d'une agence postale et d'une déchèterie.

### Jumelages
La commune d'Égly n'a développé aucune association de jumelage.

## Vie quotidienne à Égly

### Culture
La richesse associative actuelle de la commune a été initiée par les habitants des résidences de La Plaine et La Longue Mare et notamment celle de la rue Théophile-Le Tiec où il y avait le Centre de loisirs et culture d'Égly (CLCE) qui s'appelait à l'origine Centre laïque et culture d'Égly et qui, désormais, se trouve rue des Écoles au Centre Culturel Guy Clausier-Demmanoury.
Tous les ans au mois de juin a lieu la fête des Loups. La commune bénéficie dispose de plusieurs associations sur son territoire dont le Centre de loisirs et culture d'Égly (CLCE), basé au centre culturel Guy Clausier-Demmanoury proposant plusieurs activités telles que la musique, la danse, le théâtre, le dessin et la peinture, la broderie, le vitrail, et la gymnastique. Cette association propose des représentations telles que des pièces de théâtre en janvier ou février, la chorale au mois de mai, des représentations de danses orientale et modern-jazz et un concert en juin.
Depuis 2008, la commune accueille les Agla’Scènes pour promouvoir les groupes de musiques actuelles en Essonne et ailleurs. Quatre concerts sont programmés à Égly ou aux alentours, ainsi qu'un festival de deux jours.
Une bibliothèque de proximité est implantée près des résidences de la Plaine et de la Longue Mare.

### Sports
La richesse associative actuelle de la commune a été initiée par les habitants des résidences de la Plaine et la Longue Mare et notamment celle de la rue Théophile-Le Tiec : l'Association sportive d'Égly (ASE) est une association omnisports. Elle comprend de nombreuses sections et est basée au Gymnase Jean Chevance.
La section Foot s'est regroupée avec les communes alentour (Arpajon, Marolles-en-Hurepoix, etc.).
Ce club a notamment permis de révéler deux grands joueurs, dont un espoir du football français : Cédric Collet, au RAEC Mons, et Grégory Sertic, aux Girondins de Bordeaux et en équipe de France de football.
La section tir à l'arc a notamment permis de révéler plusieurs champions régionaux, mais aussi plusieurs champions de France Beursault, dont son capitaine Bertrand Lebordais.

### Lieux de culte

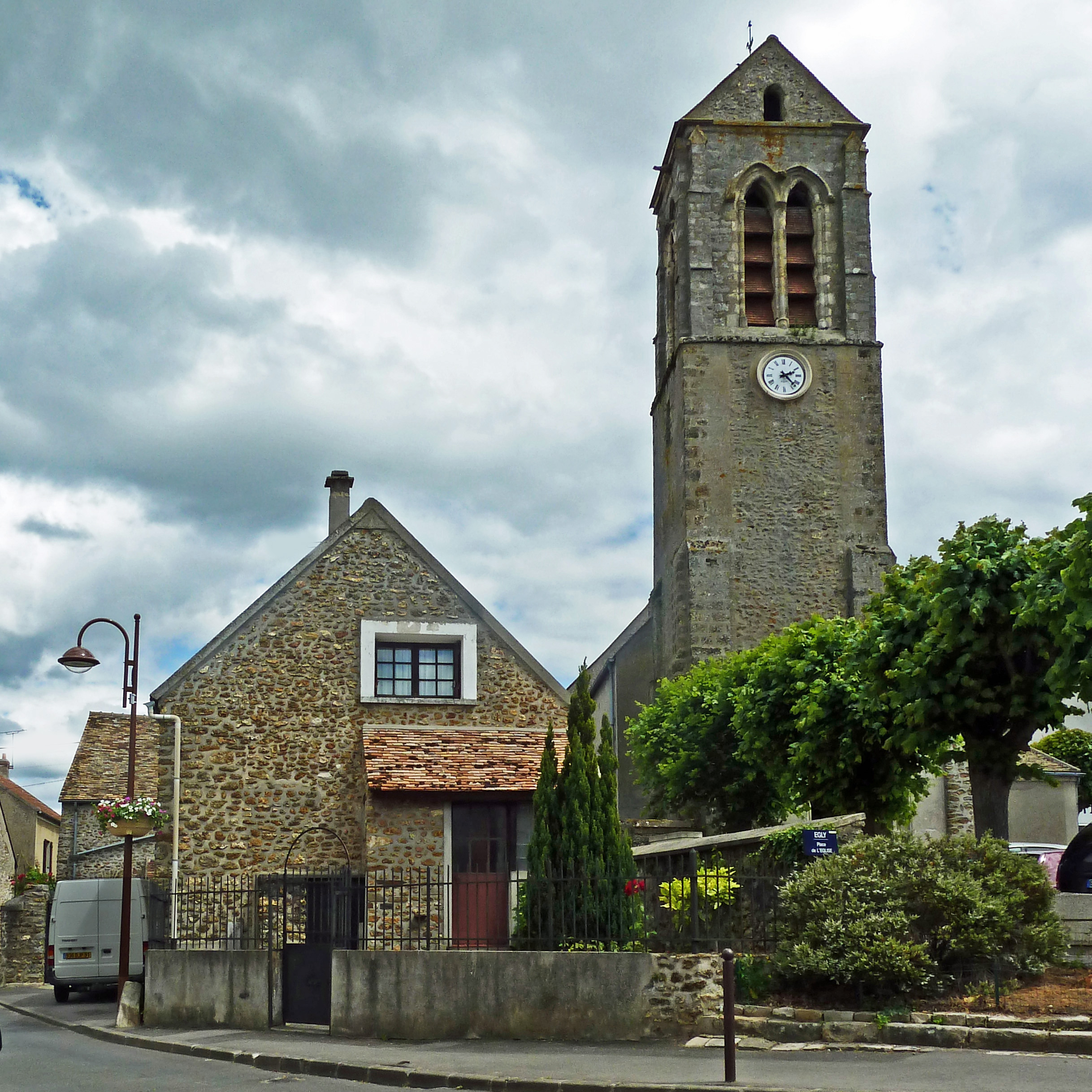
L'église Saint-Pierre.

La paroisse catholique d'Égly est rattachée au secteur pastoral des Trois-Vallées-Arpajon et au diocèse d'Évry-Corbeil-Essonnes. Elle dispose de l'église Saint-Pierre-et-Saint-Paul.

### Médias
Le Républicain relate les informations locales. La commune est en outre dans le bassin d'émission des chaînes de télévision France 3 Paris Île-de-France, IDF1 et anciennement Téléssonne qui était intégré à Télif.

## Économie
Il existe une zone d'aménagement concerté (ZAC), la ZAC Saint-Pierre avec plusieurs magasins tels Intermarché, la librairie Espace-Temps, Bricomarché, et une zone d'activités (ZA), la ZA des Meuniers, accueillant plus de 26 entreprises.[réf. nécessaire]
Céraclès Coopérative, la maison-mère de la chaîne de magasins Sport 2000 notamment, a son siège social près de la gare d'Égly.

Siège social de Céraclès Coopérative à Égly
Siège social de Céraclès Coopérative à Égly

### Emplois, revenus et niveau de vie
En 2006, le revenu fiscal médian par ménage était de 19 200 €, ce qui plaçait la commune au 4 603e rang parmi les 30 687 communes de plus de cinquante ménages que compte le pays et au cent soixante-neuvième rang départemental.
| Répartition des emplois par catégories socioprofessionnelles en 2006. |              |                                           |                                                   |                            |                          |                           |
|                                                                       | Agriculteurs | Artisans, commerçants, chefs d’entreprise | Cadres et professions intellectuelles supérieures | Professions intermédiaires | Employés                 | Ouvriers                  |
| Égly                                                                  | 0,0 %        | 6,4 %                                     | 9,9 %                                             | 27,0 %                     | 31,8 %                   | 24,8 %                    |
| Zone d'emploi de Dourdan                                              | 0,7 %        | 6,0 %                                     | 18,9 %                                            | 28,5 %                     | 26,3 %                   | 19,6 %                    |
| Moyenne nationale                                                     | 2,2 %        | 6,0 %                                     | 15,4 %                                            | 24,6 %                     | 28,7 %                   | 23,2 %                    |
| Répartition des emplois par secteurs d’activités en 2006.             |              |                                           |                                                   |                            |                          |                           |
|                                                                       | Agriculture  | Industrie                                 | Construction                                      | Commerce                   | Services aux entreprises | Services aux particuliers |
| Égly                                                                  | 2,5 %        | 11,9 %                                    | 14,8 %                                            | 19,1 %                     | 10,5 %                   | 5,1 %                     |
| Zone d'emploi de Dourdan                                              | 1,7 %        | 10,4 %                                    | 7,5 %                                             | 11,8 %                     | 21,6 %                   | 6,9 %                     |
| Moyenne nationale                                                     | 3,5 %        | 15,2 %                                    | 6,4 %                                             | 13,3 %                     | 13,3 %                   | 7,6 %                     |
| Sources : Insee,                                                      |              |                                           |                                                   |                            |                          |                           |

## Culture locale et patrimoine

### Patrimoine environnemental
Les berges de l'Orge et les bois situés à l'ouest de la commune ont été recensés au titre des espaces naturels sensibles par le conseil général de l'Essonne.

### Patrimoine architectural
Le clocher de l'église Saint-Pierre-Saint-Paul du XIIIe siècle a été inscrit aux monuments historiques le 6 novembre 1929,.
Trois anciens lavoirs, situés le long de l'Orge, se trouvent sur le territoire communal : le premier est situé en contrebas de la route de Dourdan, le second rue du Moulin et le troisième au hameau de Villelouvette.
Le château de Villelouvette, du XIXe siècle, constitue lui-même une curiosité architecturale : il a été acquis par la commune de Montrouge en 1962.

### Personnalités liées à la commune
Différents personnages publics sont nés, décédés ou ont vécu à Égly :
- Cédric Collet (1984- ), footballeur y fut licencié.
- François Faillu, coureur cycliste participa au Tour de France.
- Patrick Perrot, questionneur récurrent de l'émission radiophonique  Le Jeu des 1000 euros est résident de la commune.

### Héraldique

Logo.

| Blason de Égly | Blason  | De gueules au loup contourné d'or, la tête regardant vers la dextre, denté d'argent, au chef cousu d'azur chargé de trois fleurs de lys aussi d'or. |
| Blason de Égly | Détails | La commune s'est en outre dotée d'un logotype rappelant son blason.                                                                                 |